# Gran senescal de Escocia

Escudo de armas del príncipe Guillermo, como se usa en Escocia. La galera en los cuartos 1 y 4 representa al Gran senescal de Escocia.

El título de gran senescal o alto administrador de Escocia (en inglés: High Steward o Great Steward) fue otorgado en el siglo XII a Walter Fitzalan, cuyos descendientes conformaron luego la Casa de Estuardo. En 1371 el último de los grandes senescales heredó el trono y dicho título fue unido al de duque de Rothesay y por lo tanto al del heredero de la Corona de Escocia. Actualmente, Guillermo de Gales es el gran senescal o también llamado gran senescal de Escocia.

## Grandes senescales de Escocia, desde 1150 - al presente
- Walter fitz Alan, I gran senescal de Escocia (desde el 1150-1177)
- Alan Fitzwalter, II gran senescal de Escocia (1177-1204)
- Walter Estuardo, III gran senescal de Escocia (1204-1241)
- Alexander Estuardo, IV gran senescal de Escocia (1241-1283)
- James Estuardo, V gran senescal de Escocia (1283-1309)
- Walter Estuardo, VI gran senescal de Escocia (1309-1327)
- Roberto Estuardo, VII gran senescal de Escocia (1327-1371)
- David Estuardo, duque de Rothesay (1398-1402)
- Jacobo Estuardo, duque de Rothesay (1402-1406)
- Alejandro Estuardo, duque de Rothesay (1430)
- Jacobo Estuardo, duque de Rothesay (1430-1437)
- Jacobo Estuardo, duque de Rothesay (1453-1460)
- Jacobo Estuardo, duque de Rothesay (1473-1488)
- Jacobo Estuardo, duque de Rothesay (1507-1508)
- Arturo Estuardo, duque de Rothesay (1509-1510)
- Jacobo Estuardo, duque de Rothesay (1512-1513)
- Jacobo Estuardo, duque de Rothesay (1540-1541)
- Jacobo Estuardo, duque de Rothesay (1566-1567)
- Enrique Federico, príncipe de Gales (1594-1612)
- Carlos, príncipe de Gales (1612-1625)
- Carlos Jacobo Estuardo, duque de Cornualles y Rothesay (1629)
- Carlos, príncipe de Gales (1630-1649)
- Jacobo, príncipe de Gales (1688)
- Jorge Augusto, príncipe de Gales (1714-1727)
- Federico Luis, príncipe de Gales (1727-1751)
- Jorge, príncipe de Gales (1762-1820)
- Alberto Eduardo, príncipe de Gales (1841-1901)
- Jorge, príncipe de Gales (1901-1910)
- Eduardo, príncipe de Gales (1910-1936)
- Carlos (como príncipe de Gales)
 (1952-8 de septiembre de 2022)
- Guillermo, príncipe de Gales (9 de septiembre de 2022-presente)

- Datos: Q668449